# Hispo
Hispo is een geslacht van spinnen uit de familie springspinnen (Salticidae).

## Soorten
De volgende soorten zijn bij het geslacht ingedeeld:
- Hispo alboclypea Wanless, 1981
- Hispo alboguttata Simon, 1903
- Hispo bipartita Simon, 1903
- Hispo cingulata Simon, 1886
- Hispo frenata (Simon, 1900)
- Hispo georgius (Peckham & Peckham, 1892)
- Hispo macfarlanei Wanless, 1981
- Hispo pullata Wanless, 1981
- Hispo striolata Simon, 1898
- Hispo sulcata Wanless, 1981
- Hispo tenuis Wanless, 1981